# Ядерная электродвигательная установка
Ядерная электродвигательная установка (ЯЭДУ) — двигательная установка космического аппарата, включающая в себя комплекс бортовых систем космического аппарата (КА), таких как: электрический ракетный двигатель (ЭРД), система электропитания, обеспечиваемого ядерным реактором, система хранения и подачи рабочего тела (СХиП), система автоматического управления (САУ).

## Общее описание
ЯЭДУ иногда путают с ядерным ракетным двигателем, что не совсем корректно, так как ядерный реактор в ЯЭДУ используется только для выработки электроэнергии. Она, в свою очередь, используется для запуска и питания электрического ракетного двигателя (ЭРД), а также обеспечивает электропитание бортовых систем космического аппарата.
ЯЭДУ состоит из трёх основных устройств:
реакторной установки с рабочим телом и вспомогательными устройствами (теплообменник-рекуператор и турбогенератор-компрессор),
электроракетной двигательной установки,
холодильника-излучателя.
Достоинствами ЯЭДУ являются возможность 10-летней эксплуатации, большой межремонтный интервал и продолжительное время работы на одном включении.
С физической точки зрения ЯЭДУ — компактный газоохлаждаемый реактор на быстрых нейтронах..

## История
Начало работ над ядерными двигателями приходится на 1960-е годы Ряд предприятий советской отрасли, в частности центр Келдыша, КБХА, Институт Доллежаля, принимали участие в этих работах, в результате был накоплен колоссальный опыт не только по работе с ядерными двигателями, но и по термоэмиссионным и термоэлектрическим энергоустановкам, а также по материалам и топливу.
В советское время c 1968 по 1988 гг. была выпущена серия спутников «Космос» с ядерными реакторами. Несколько аварий спутников этой серии вызвали большой резонанс.
Установки первого поколения до начала XXI в. отличались невысокой мощностью: установки типа «Бук», производимые в 1970-е годы НПО «Красная звезда», имели мощность 5 киловатт, в то время как установка начала XXI в. имеет по проекту мощность в 200 раз выше — 1 мегаватт.
Отличие от ядерного ракетного двигателя, в котором реактор был нужен для разогрева рабочего тела и создания реактивной тяги, реактор ЯЭДУ вырабатывал тепловую энергию, которая преобразуется в электрическую и далее расходуется на работу двигателя, установка работает по замкнутому циклу без выброса радиоактивных веществ, специально для ЯЭДУ в СССР был создан стационарный плазменный двигатель СПД-290, тягой до 1500 мН.
Также для ЯЭДУ рассматривался[когда?] вариант ионного двигателя (ИД) высокой мощности разработанный исследовательским центром Келдыша — ИД-500. Его параметры: мощность 32-35 кВт, тяга 375—750 мН, удельный импульс 70000 м/с, коэффициент полезного действия 0,75; он имеет электроды ионно-оптической системы, выполненные из титана с диаметром перфорированной отверстиями зоны 500 мм, катод газоразрядной камеры, который обеспечивает ток разряда в диапазоне 20-70 А и катод-нейтрализатор, способный обеспечить нейтрализацию ионного пучка в диапазоне токов 2-9 А. На следующем этапе разработки двигатель будет оснащен электродами из углерод-углеродного композиционного материала и катодом с поджигающим электродом, выполненным из графита.

## Современные разработки
После того как подобная программа в США (проект NERVA) была свёрнута в 1971 году, в 2020 году американцы вновь вернулись к данной теме, заказав разработку ядерного теплового двигателя (Nuclear Thermal Propulsion, NTP) компании Gryphon Technologies, для военных космических рейдеров на атомных двигателях для патрулирования окололунного и околоземного пространства, также с 2015 г. идут работы по проекту Kilopower.
В 2021 г. Космическое агентство Великобритании заключило соглашение с компанией Rolls-Royce, в рамках которого планируется создать ядерный силовой двигатель для космических аппаратов дальнего действия.

### в России
В 2009 году проект ЯЭДУ мегаваттного класса для космических транспортных систем (сейчас — космический буксир «Нуклон») утвердила Комиссия по модернизации и технологическому развитию экономики России при президенте России.
Проект направлен на то, чтобы вывести Россию на лидирующие позиции в создании энергетических комплексов космического назначения, способных решать широкий спектр задач в космосе, таких как исследование Луны и дальних планет с созданием на них автоматических баз.
Особенность проекта 2009—2018 гг. заключается в использовании специального теплоносителя — гелий-ксеноновой смеси, а также то, что рабочие органы системы и защиты реакторной установки выполнены из труб, изготовленных из молибденового сплава.
С 2010 года в России начались работы над проектом.
Главным предприятием конструктором считается «НИКИЭТ», во главе с директором — генеральным конструктором Юрием Драгуновым.
На начало 2016 года завершено эскизное проектирование, проектная документация, завершены испытания системы управления реактором, проведены испытания ТВЭЛ, проведены испытания корпуса реактора, проведены испытания полномасштабных макетов радиационной защиты реакторной установки.
На 2021 г. ведётся отработка макета; к 2025 году планируется создать опытные образцы данной энергоустановки; заявлена плановая дата лётных испытаний космического тягача с ЯЭДУ — 2030 год.

## Перспективы
По оценкам российских учёных ядерный ракетный двигатель может добраться до Плутона за 2 месяца и вернуться обратно за 4 месяца с затратой 75 тонн топлива, до Альфы Центавра за 12 лет, а до Эпсилон Эридана за 24,8 года.